# Kamsá
Kamsá (Camsa, Coche, Koche, Mocoa), porodica indijanskih plemena i jezika iz Kolumbije u departmanu Putumayo (dolina Sibundoy). Članovi porodice su Quillacinga, Sebondoy i Patoco. Porodica Kamsá vodi se kao samostalna, prema Ruhlenu i Greenberg/McQuownu dio je Velike porodice Equatorial, a po nekima pripada u Macro-Chibchan. 

## Vanjske poveznice
- Kamsá  Arhivirana inačica izvorne stranice od 26. studenoga 2005. (Wayback Machine)